# Aerangis primulina
Aerangis primulina är en orkidéart som först beskrevs av Robert Allen Rolfe och fick sitt nu gällande namn av Joseph Marie Henry Alfred Perrier de la Bâthie. 
Aerangis primulina ingår i släktet Aerangis och familjen orkidéer.
Artens utbredningsområde är Madagaskar. Inga underarter finns listade i Catalogue of Life.